# Фенестреле
Фенестрѐле (на италиански и на пиемонтски: Fenestrelle; на окситански: Finistrelas, Финистрелас) е село и община в Метрополен град Торино, регион Пиемонт, Северна Италия. Разположено е на 1145 m надморска височина. Към 1 януари 2020 г. населението на общината е 506 души, от които 21 са чужди граждани.